# 平臺驅逐
平台驱逐（英語：Deplatform，或译去平台化）是一种通过移除其用于发布信息或想法的平台（比如演讲台或网站）来抵制某个人或团体的行为，或网站为阻止用户表达“不正确的”观点而对他们的封锁。后者在中国大陆称全网封杀。

## 社交媒体
2018年8月，法律系教授格伦·雷诺兹於《华尔街日报》上形容2018年為「平台驱逐之年」。雷诺兹表示，在2018年「互联网巨头们决定对一些他们不喜欢的人和想法进行抨击。當你依賴别人的平台去表达一些不受欢迎的想法時，那麼風險就會自動找上門。右派相對較受此一情況的影響」。2018年8月6日，包括YouTube和Facebook在內的幾個大型網上平台，一同決定永久封禁跟保守派脱口秀主持人亚历克斯·琼斯有關的所有帐號和媒体，因為他在發表「仇恨言論」和「美化暴力」。雷诺兹還舉出了兩位著名的平台驱逐目標——加文·麦金尼斯和丹尼斯·普拉格，兩位皆因政治觀點而被平台驱逐。他表示：「左派的極端主義者和具爭議人物相對較不受平台驱逐影響」。

### 當勞·特朗普
2021年美国国会大厦遭冲击事件之后的1月8日，特朗普发布了几条被认为煽动暴力的推文，随后Facebook、Instagram、YouTube、Reddit和Twitter都停用了他的帳號。